# Death to the World
Death to the World é uma zine cristã ortodoxa publicada nos Estados Unidos.

## História
A Death to the World foi iniciada por monges e monjas do Mosteiro de São Germano do Alasca, em Platina, Califórnia, como um meio de evangelização para os adolescentes envolvidos no movimento punk por monges egressos do movimento. Um membro fundador foi Justin Marler, que, logo após a gravação do álbum Volume One com a banda de Sleep em 1991, deixou-a para seguir sete anos de vida monástica enquanto o Sleep tornava-se um ícone do heavy metal. 
Originalmente, os monges planejavam enviar um artigo sobre o Padre Seraphim Rose para a revista Maximum RocknRoll.  Mais tarde, decidiram tentar colocar um anúncio para o seu mosteiro, mas foram apenas rudemente rejeitados, sendo dito que a revista aceitava "apenas anúncios de música e zines".  Isso os inspirou a começar uma zine. 
A primeira edição foi impressa em dezembro de 1994, apresentando um monge segurando uma caveira na capa.  As letras em negrito desenhadas à mão na parte de cima diziam: “MORTE AO MUNDO, A Última Verdadeira Rebelião”, e a contracapa continha a legenda: “eles me odiavam sem causa”.  A primeira edição, decorada com ícones antigos e vidas de mártires, foi anunciada na Maximum RocknRoll e trouxe cartas de todo o mundo. 
A zine continuou a ser publicada e distribuída em shows de punk e reuniões do underground. Estimava-se que ao mesmo tempo havia 50 mil edições em circulação. Os monges lançaram 12 edições ao todo, depois do que continuaram distribuindo a zine, mas não publicaram novas edições. 
Oito anos depois, a zine foi revivido por membros convertidos da Igreja Ortodoxa de São Barnabé, em Costa Mesa.  Novas edições são submetidas aos monges para edição e revisão, e são divulgadas trimestralmente. 
A zine teve um impacto considerável sobre jovens da contracultura durante a metade ao final dos anos 90, o que chamou a atenção da grande imprensa, e rapidamente levou ao lançamento do primeiro livro de Justin Marler em 1997, Youth of the Apocalypse (co-autorada com outro monge). 